# مدرسة شماش
مدرسة شماش وهي مدرسة ثانوية يهودية عراقية تقع في شارع الرشيد، بغداد تأسست في عام 1928. كانت المدرسة مدعومة من قبل جمعية الأنجلو اليهودية، وكان بها أكثر من 900 طالب في ذروتها في عام 1939. وبعد تهجير يهود العراق عام 1950 أصبحت المدرسة تحت رعاية مديرية الأموال المجمدة وتحولت إلى مدرسة إيرانية عراقية بأسم «المدرسة الابتدائية والثانوية الإيرانية» ومن ثم تحولت إلى مدرسة حكومية بأسم «مدرسة الرسالة» وحالياً تحولت إلى كراج سيارات.

## التاريخ

### التأسيس
بنيت مدرسة شماش اليهودية في منطقة جديد حسن باشا على شارع الرشيد من قبل الثري العراقي يعقوب شلومو شماش سنة 1928، وتولى رئاستها أخوه يوسف شلومو شماش.
وفي المنطقة نفسها اشترى شماش 17 دكاناً مع صيدلية وفندق، لتكون وقفا يهودياً عراقياً، تساهم وارداتها لخدمة المدرسة والمشاريع الأخرى.

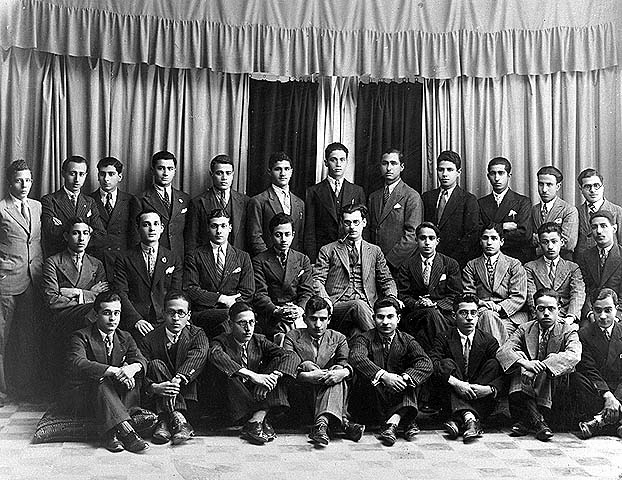
طلاب مدرسة شماش مع مدرس اللغة الإنكليزية في الثلاثينات

تسلم شماش البناية عام 1928 بعد ان قبل ان تكون دروس التوارة والدين ضمن البرامج الدراسية ودراسة اللغة الإنكليزية بصورة مكثفة لاجتياز امتحان المتركليشن بصورة اجبارية إضافة إلى تطبيق المناهج الرسمية للدراسة الثانوية (البكلوريا).ضمت المدرسة المراحل الابتدائية والمتوسطة والاعدادية.
حظيت المدرسة بأهتمام الطلبة اليهود المهتمين بالثقافة الإنكليزية، فكانت المدرسة تمنح طلبتها شهادة كفاءة في اللغة الإنكليزية تؤهلهم لدخول الجامعات البريطانية من دون أجتياز اختبار في اللغة عند التحاقهم بها.
كانت ايضاً تطلق دورات خاصة لغير طلبتها استعداداً لأداء امتحان المتريكوليشن (Matriculation) الذي يؤهل الناجحين فيه لدخول الجامعات الناطقة بالإنكليزية. وحفاظاً على المستوى العالي لهذه الاختبارات كان الطلبة ينتقون بشكل دقيق. وتقول احصائيات أن 90% من أولئك الطلبة كانوا يهوداً.

### 1948-1938
في الأعوام العشرة التي لحقت التأسيس، اتسعت مدرسة شماش، لتكون مدرسة ثانوية متكاملة، تضم مدرسة متوسطة فضلاً عن الإعدادية وألغيت المرحلة الابتدائية. كان ذلك في عام 1941.

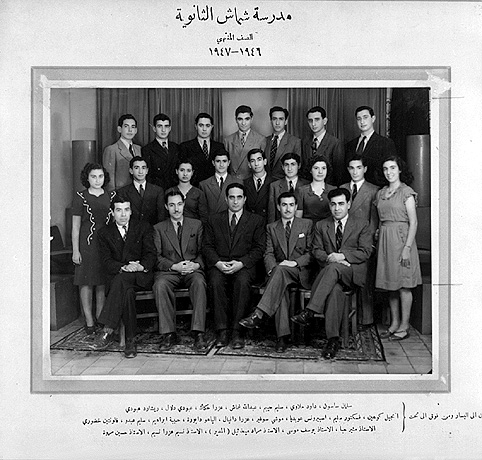
الطلاب المتخرجين من مدرسة شماش سنة 1947

في عام 1944-1945 أفتتحت المدرسة صفوفا مسائية لدراسة العلوم التجارية ومسك الدفاتر والمواصلات، وكانت اللغة الانكليزية تدرس مدة سنتين في الفرع التجاري وهو أول فرع تجاري نظامي دراسي في العراق، وقد أغلق عام 1947 بعد إنشاء كلية التجارة والاقتصاد.
وفي عام 1949 نقل القسم المتوسط فيها إلى مدرسة اليهودية «فرنك عيني» وتم دمج الأعدادية الأهلية بالقسم الاعدادي واصبحت المدرسة اعدادية فقط، مستمرة على تخصصها هذا حتى إغلاقها.

### 1950-الآن
بعد تهجير يهود العراق وسحب الجنسية منهم وسفر غالبيتهم قسراً إلى خارج العراق، عام 1950 أصبحت المدرسة تحت رعاية مديرية الأموال وتحولت المدرسة إلى الجالية الإيرانية في العراق، وكان أسم المدرسة مكتوب في أعلى البوابة باللغة الفارسية «دبستان ودبيرستان شرافت إيرانيان» وتعني «المدرسة الابتدائية والثانوية الإيرانية» ومن ثم أصبحت مدرسة حكومة بأسم «مدرسة الرسالة» وحالياً أصبحت مدرسة شماش كراج لوقوف السيارات ودمرت أغلب أجزاء المدرسة من الداخل.
ومدير المدرسة البريطاني «موريس بلوتنيك»، هاجر لاحقاً إلى الولايات المتحدة حيث أسس مدرسة ويستشستر اليهودية النهارية.

## المعلمون

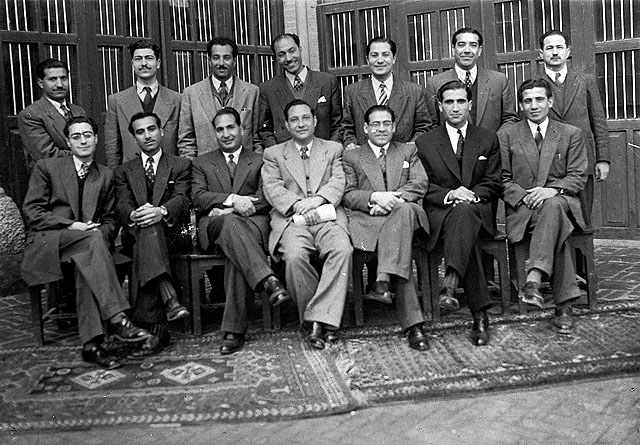
المعلمون في مدرسة شماش قبل قدومهم لإسرائيل في عام 1950

كان المعلمون من انكلترا ودول اُخرى حيث كانت إدارة المدرسة تستعين بالمعهد الثقافي البريطاني ببغداد لجلب مدرسي اللغة الإنجليزية مباشرة من بريطانيا للتدريس في الصفين الرابع والخامس.
ثم تدخلت الحكومة العراقية وأمرت بطرد المدرسين الأجانب والاستعاضة عنهم بمدرسين عراقيين مسلمين، لأن وزارة المعارف بدأت تشعر بوجود رائحة الصهيونية في المدرسة. ومن أبرز المدرسين فيها كان:
- المفكر الماركسي حسين مروة/ مدرس اللغة العربية
- الدكتور نسيم نسيم/ مدرس كيمياء
- محمد شرارة/ مدرس اللغة العربية
- أحمد مغنية/ مدرس اللغة العربية
- محمد حسن الصوري/ مدرس اللغة العربية
- رشيد رشدي/ مدرس علم الجغرافية
- الاستاذ سيجال/ مدرس اللغة الإنجليزية
- الاستاذ ضياء أنور شاؤول

## البناية

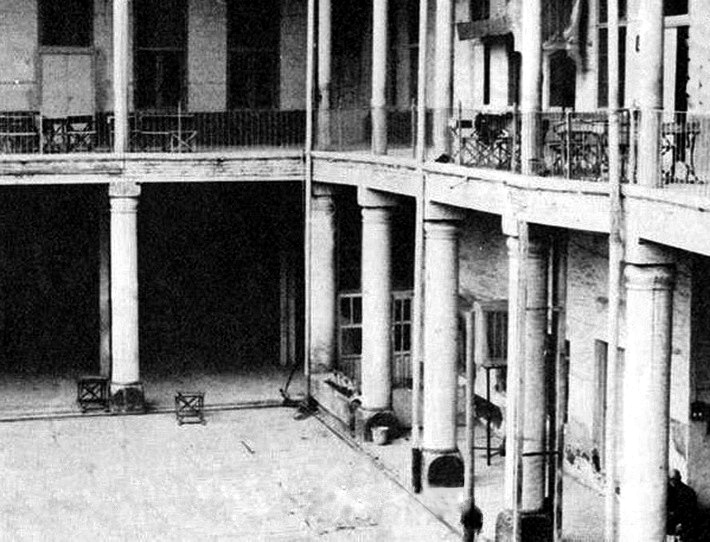
مدرسة شماش من الداخل

كانت المدرسة تلاصق بناية الفندق الشعبي «صباح الخير»، وتلاصق من الجهة الأخرى مقهى حسن عجمي وتقابل جامع الحيدر خانة.
وللمدرسة صفوف وغرف واسعة محاطة بالنوافذ الكبيرة يدخلها النور والهواء النقي. كان هناك كنيس يشغل قسماً من الطابق الأرضي وكانت غرف الطابق الأعلى تتضمن مختبراً واسعاً‌ بكامل المعدات لتجارب الكيمياء. وكان هناك أيضاً مسرح كبير للتمثيليات وجناح خاص لإستراحة التلميذات اللواتي من الصفين الرابع والخامس.

## أبرز الخريجون

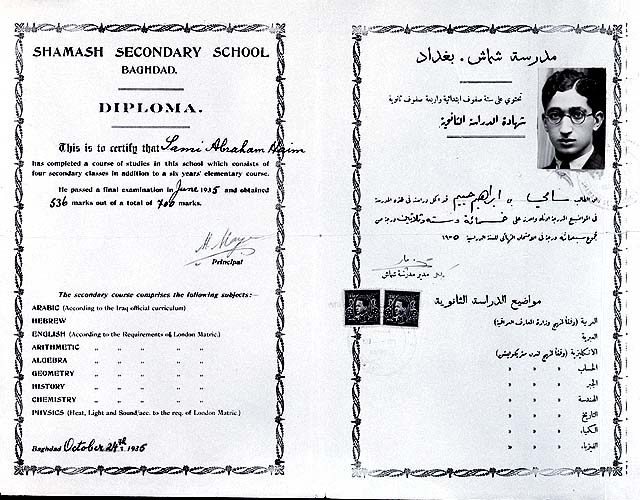
شهادة دبلوم أحد الطلاب المتخرجين من الثانوية

خرج من مدرسة شماش، كبار رجال المال والإدارة والعلم العراقيين، مسلمين ومسيحيين ويهوداً منهم:
- سامي ميخائيل
- ساسون سوميخ
- شموئيل موريه، أستاذ جامعي بالجامعة العبرية
- ريموند موريه، أستاذ جامعي